# Cultura hidráulica das lomas
A Cultura Hidráulica das Lomas foi uma cultura pré-colombiana que se desenvolveu entre os anos 4.000 a. C. e o século XIII, nos planícies de Moxos (Mojos) do Departamento de Beni, na amazônia boliviana.

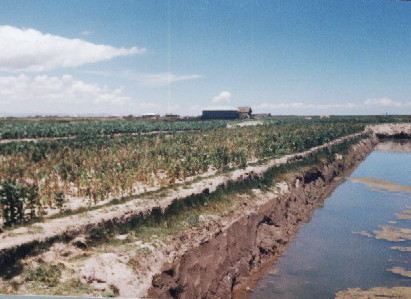
Camellón ou Waru waru.

Esta cultura se caracterizou pela construção de assentamentos humanos em lomas artificiais criadas através da acumulação de resíduos, principalmente cerâmicos, e com a função prioritária de ter os assentamentos a salvo das inundações periódicas. Muitas destas lomas estão conectadas com outras grandes construções de terras tais como camellones (ou waru waru), calçadas (ou terraplenes), canais e lagos artificiais.
Há aproximadamente 20.000 lomas artificiais de uma extensão média de 20 hectares cada uma, o que supõe uma superfície total de 400.000 hectares, que estão unidas entre si por grandes calçadas (ou terraplenes) de entre 15 e 30 quilômetros de comprimento, sobre os quais se podia caminhar e a cujos lados há canais nos quais podiam navegar canoas transportando materiais.
Um dos primeiros a descrever as lomas, canais e terraplenes foi o jesuíta Francisco J. Elder, missionário que, em 1772, escreveu a Breve Descrição das Reduções da Companhia de Jesus da Província do Peru conhecida como de Mojos, onde menciona as antigas construções, que são justamente as lomas, canais e aterros.
No ano de 1964, o geógrafo William Denevan se interessou pelas formas das lomas que podiam ser observadas de aviões e mediante fotografias aéreas, o que o levou a estudar seus significados.
Nas décadas de 60 e 90, Kenneth Lee descreveu e estudou intensamente estas construções, realizando comparações com obras similares em toda América do Sul.
Sua importância consiste na engenharia hidráulica desenvolvida por esta cultura, que obteve sucesso ao manejar uma grande quantidade de rios e possibilitou uma importante produção agrícola, convivendo com as inundações periódicas próprias destas savanas.
| “ | Se multiplicarmos 20 hectares pelas 20.000 lomas, temos 400.000 hectares de terras cultivadas nas terras baixas e é lógico dizer que Beni, nesses tempos, era uma cultura hidráulica, uma das mais importantes do mundo. O Egito se baseia em um só rio, o Nilo e suas inundações, e aqui estamos falando de muitos rios. | ” |

As populações indígenas pré-históricas de Llanos de Mojos (atual Bolívia) desenvolveram técnicas de engenharia hidráulica para o controle da água e da umidade do solo, como solução ao problema de uma agricultura em solos pobres de nutrientes minerais, caracterizados ainda por inundações devastadoras e longas temporadas de seca. Atribui-se o surgimento desta engenharia hidráulica ao isolamento da região, localizada entre a Cordilheira dos Andes e a Amazônia, que obrigava essa população a desenvolver uma agricultura intensiva de subsistência em solos argilosos, impermeáveis e sem nutrientes orgânicos, ou seja, inaptos para esta atividade.
Os antigos paititianos, como se chamavam, conduziam através de canais água com uma quantidade de elementos minerais nutritivos em suspensão dos últimos contrafortes das montanhas até os campos de cultivo previamente preparados com altos sulcos, e protegidos com muros de contenção.
Esta operação era realizada na época seca quando já tinham a água mineralizada devidamente controlada, faziam crescer rapidamente plantas aquáticas como o taropé e outras espécies, para que suas raízes absorvessem o mineral contido na água, e nesse mesmo ambiente faziam proliferar peixes e caracóis. Quando calculavam o momento oportuno, abriam as comportas de madeira deixando sair somente a água, retendo as plantas aquáticas, os peixes e os caracóis para misturá-los à terra. Com isto conseguiam não só o adubo, mas também evitavam o crescimento de matos e a proliferações de insetos.
Estes fossos sejam resultantes de processos geomorfológicos naturais ou deliberadamente criados (como poço ou zonas de empréstimos de terras para a construção da loma), estão diretamente ligados às construções que serviam redes de comunicação e transporte entre os assentamentos.
As calçadas ou terraplanes proporcionavam o acesso em épocas chuvosas e sobressaíam por cima da água. Mesmo durante as mais severas inundações cabiam duas carretas e quando secavam os campos, seguia havendo suficiente quantidade de água junto às calçadas nos fossos. Já os canais, proporcionava o transporte aquático o ano todo. Com isto conseguiam levar com facilidade suas colheitas e demais coisas necessárias à vida em suas canoas.
Além destas funções, as obras de terraplanagem, incluem áreas de cultivo elevadas, com valas, diques, canais, poços, açudes e sambaquis para habitação e enterramento. Estas lomas eram provavelmente multifuncionais, e que raras às vezes foram usadas somente para uma função. Sendo que o uso dado a elas pudesse variar um tempo depois do ciclo de assentamento residencial, construção, manutenção e abandono.
As lomas ocorrem em grupos, ao redor de massas de água (tipo velhos meandros) ou em espaços abertos tipo plaza. Existindo entre elas uma grande variação em tamanho e morfologia, podendo ser oval ou redonda, irregular e dispare em sua superfície.  Ou ainda simples e complexas, onde a primeira é diferenciada e com pouca irregularidade, já a segunda têm um ou dois pontos mais altos, topografia de superfície irregular, uma em cima da outra, dual (que por vezes estão conectadas por calçadas) de múltiplas funções e com um grande potencial para a caça e pesca. Esta última é dotada de um hábitat seco para os animais que escapam de inundações que duram até seis meses. Na época da seca, estes animais vão até as reservas de água próximas.
Acredita-se, com base nos vestígios arqueológicos encontrados nas escavações, que a dispersividade dos assentamentos nas savanas ou nas bacias de rios, somadas a diversidade cerâmica durante o período pré-colombiano, respalda a ideia de que havia numerosos grupos étnicos vivendo em aldeias dispersas pela paisagem agrícola, interligados por uma rede de canais e calçadas.